# 2018 LA
2018 LA (ZLAF9B2) — маленький астероид класса аполлонов диаметром около 2-3 метров, столкнувшийся с Землёй приблизительно в 16:44 UTC (18:44 по местному времени)  2 июня 2018 года вблизи границы Ботсваны и Южно-Африканской республики.
Астероид был открыт  в рамках обзора Маунт-Леммон всего за 8 часов до соударения.  На основе данных  полуторачасовых наблюдений вероятность соударения была оценена в 85 %, возможная область падения простиралась от Австралии до Мадагаскара. Несколько часов спустя поступило сообщение о том, что наблюдатель в Ботсване видел яркий огненный шар. После столкновения наблюдения системы ATLAS подтвердили, что столкновение произошло по касательной.

## Обнаружение
2 июня 2018 года приблизительно в  8:22 UTC (1:22 AM местного времени) в рамках обзора Маунт-Леммон был обнаружен астероид 18-й звёздной величины, быстро движущийся на фоне далёких звёзд. Объект наблюдался в течение 15 минут, затем данные были переданы в Центр малых планет, наблюдения продолжались в рамках того же обзора, при этом дуга наблюдений составила 1 час 17 минут. Затем было обнаружено, что астероид может столкнуться с Землёй. Также одно из предшествующих наблюдений длилось 7 минут, в целом дуга наблюдений составила 85 минут до момента, когда астероид сочли потерянным. Три других астероида, падение которых на Землю было предсказано, — 2008 TC3, 2014 AA, 2019 MO.

## Вход в атмосферу и наблюдения ATLAS

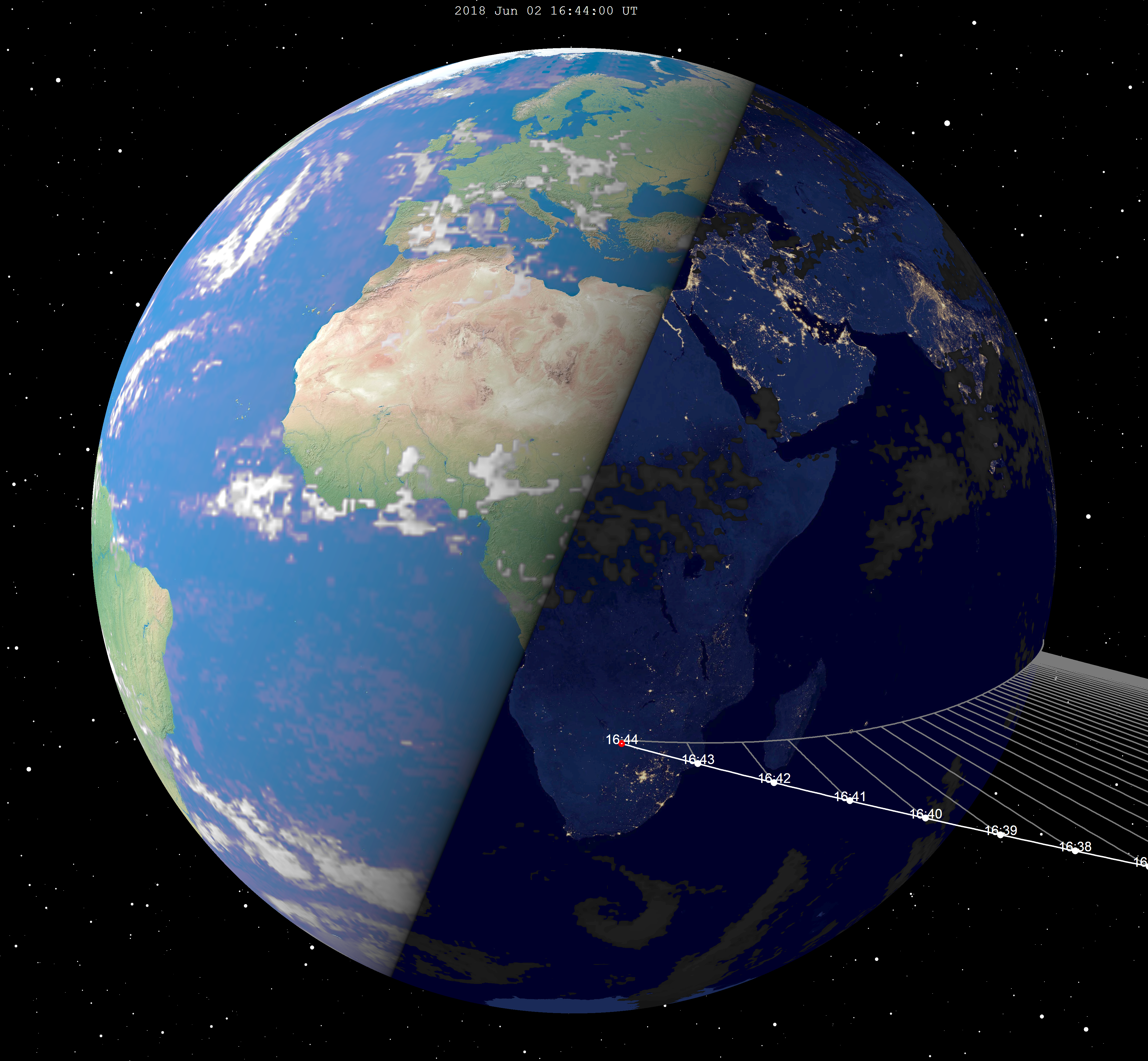
Финальная траектория по данным JPL

Спустя несколько часов, в 16:44 UTC в American Meteor Society поступило сообщение из южной части Ботсваны о том, что наблюдался необычно яркий метеор. Хотя место наблюдения было существенно западнее предполагаемого места падения астероида, всё же оно согласуется с расчётными положением и временем.
Подтверждение того, что астероид действительно столкнулся с Землёй, а не испытал тесное сближение, появилось после наблюдений ATLAS, продливших дугу наблюдения до 3 часов 47 минут и способствовавших существенному уточнению параметров орбиты. Благодаря этому стало понятно, что астероид действительно должен был столкнуться с Землёй, причём место падения должно было находиться в Намибии, что в целом не противоречит сообщению о реальном месте падения.
Болид был обнаружен по инфразвуку на станции I47 в Южной Африке, мощность составила 0,4 кт. Размеры астероида составляли несколько метров, в атмосферу он вошёл со скоростью около 17 км/с. На основе скорости и энергии была получена оценка диаметра 2,0—2,8 метра.
Астероиды размерами в несколько метров сложно обнаружить, поскольку они слишком малы для того, чтобы отражать значимое количество излучения Солнца. Например, 24 мая 2018 года астероид находился на расстоянии 0,069 а.е. от Земли, но обладал видимой звёздной величиной всего 25,5m, что является слишком слабой величиной для большинства крупных современных обзоров, использующих малые экспозиции для того, чтобы успеть покрыть значительную часть неба.
23 июня 2018 года геологи нашли метеорит в заповеднике Сентрал-Калахари в Ботсване, который является фрагментом астероида 2018 LA.